# Joe Minoso
Joe Minoso (The Bronx (New York), 25 september 1978) is een Amerikaans acteur. 

## Biografie
Minoso groeide op in de borough The Bronx van New York, en studeerde af met een bachelor in schone kunsten aan de Adelphi University in Hempstead (New York). Hierna haalde hij zijn master in schone kunsten aan de Northern Illinois University in DeKalb. Minoso begon al op vroege leeftijd met acteren in het theater. Zo heeft hij in meerdere voorstellingen gespeeld in het Chicago's Teatro Vista, de grootste theatergezelschap voor Latijns-Amerikanen in het middenwesten.
Minoso begon in 2005 met acteren voor televisie in de televisieserie Prison Break, waarna hij nog meerdere rollen speelde in televisieseries en films. Hij is vooral bekend van zijn rol als Joe Cruz in de televisieserie Chicago Fire waar hij al in 257 afleveringen speelde (2012-heden). 

## Filmografie

### Films
Uitgezonderd korte films.
- 2013 Man of Steel - als politieman
- 2011 The Return of Joe Rich - als Bernard
- 2010 Polish Bar - als Jose

### Televisieseries
Uitgezonderd eenmalige gastrollen.
- 2012-heden Chicago Fire - als Joe Cruz - 257+ afl.
- 2016-2024 Chicago Med - als Joe Cruz - 9 afl.
- 2019 Get Shorty - als Hector - 2 afl.
- 2014-2019 Chicago P.D. - als Joe Cruz - 8 afl.
- 2014 Chicago Fire: I Am a Firefighter - als Joe Cruz - miniserie
- 2011 Boss - als Moco Ruiz - 4 afl.